# 埃利奧特 (東開普省)

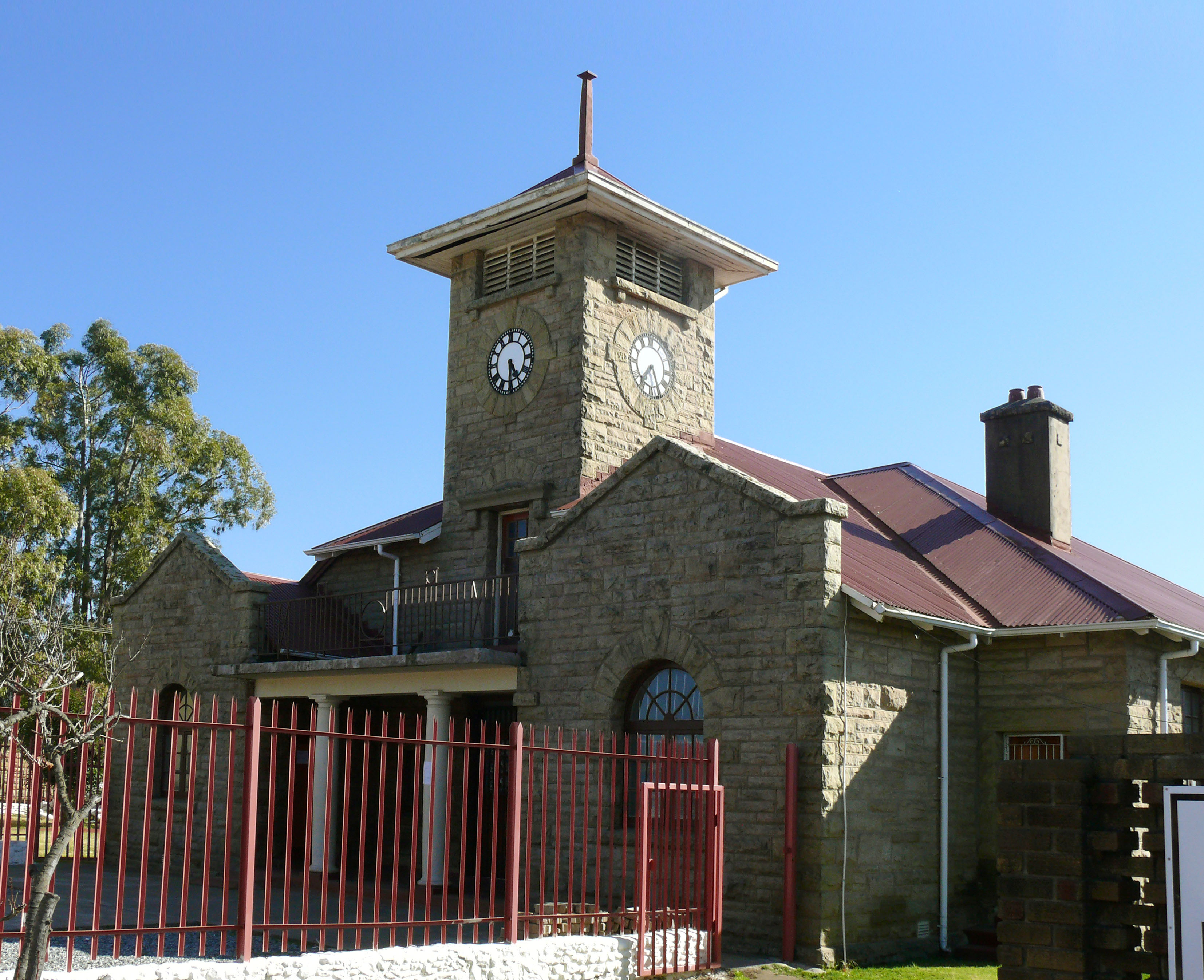
埃利奧特

埃利奧特是南非的城鎮，位於該國東部，由東開普省負責管轄，距離麥克利爾80公里，面積28.68平方公里，2001年人口10,965，人口密度每平方公里380人。